# Burrda
Burrda es una empresa de indumentaria deportiva originaria de Suiza, que produce calzado y ropa para fútbol, rugby, balonmano y atletismo. Su sede principal se encuentra en Catar. Con experiencia en Medio Oriente y la zona del Golfo Pérsico, donde desarrollaron materiales innovadores para temperaturas altas, se convirtió en el proveedor oficial de varios clubes europeos y selecciones nacionales. Ha firmado un contrato con la selección nacional de balonmano de Estados Unidos, lo que le permitió entrar al mercado de ese país.